# Liste der Naturdenkmale in Neukirchen/Pleiße
Die Liste der Naturdenkmale in Neukirchen/Pleiße nennt die Naturdenkmale in Neukirchen/Pleiße im sächsischen Landkreis Zwickau.

## Definition
„Naturdenkmäler sind rechtsverbindlich festgesetzte Einzelschöpfungen der Natur oder entsprechende Flächen bis zu fünf Hektar, deren besonderer Schutz erforderlich ist
1. aus wissenschaftlichen, naturgeschichtlichen oder landeskundlichen Gründen oder
2. wegen ihrer Seltenheit, Eigenart oder Schönheit.“

„§ 18 – Naturdenkmäler – (zu § 28 BNatSchG)
(1) Die Erklärung nach § 22 Abs. 1 BNatSchG von Teilen von Natur und Landschaft als Naturdenkmal erfolgt durch Rechtsverordnung oder Einzelanordnung.
(2) Über § 28 Abs. 1 BNatSchG hinaus können Naturdenkmäler zur Sicherung von Lebensgemeinschaften oder Lebensstätten von im Bestand gefährdeten oder streng geschützten Arten festgesetzt werden.“

## Liste
Diese Auflistung unterscheidet zwischen Flächennaturdenkmalen (FND) mit einer Fläche bis zu 5 ha (bei Verordnung nach DDR-Recht auch mehr) und Einzel-Naturdenkmalen (ND).
Link zu einem Kartenansichtstool, um Koordinaten zu setzen.
| Bild | Bezeichnung                           | Lage                                                           | Beschreibung | Datum | Nummer       |
| ---- | ------------------------------------- | -------------------------------------------------------------- | --- | ----- | ------------ |
| BW   | Hangwiese am Döbitzbach Neukirchen    | Neukirchen/Pleiße (50° 48′ 19,2″ N, 12° 22′ 31,8″ O)           | FND. 6669 m² Fläche. Etwa 300 Meter langer, maximal 30 Meter hoher südexponierter Hang aus karbonatreichem Plattendolomit. Bedeutsam durch ausgedehnte Halbtrockenrasenfläche und große Vorkommen von Stengelloser Kratzdistel, Blaugrüner Segge und Aufrechter Trespe. Insgesamt reichhaltige Flora mit einer Vielzahl kalkliebender Arten. | 2000  | Z364.231.010 |
| BW   | Tannersberg Neukirchen                | Schweinsburg-Culten (50° 47′ 21,7″ N, 12° 21′ 57,7″ O)         | FND. 14609 m² Fläche. Kerbtal und östlich angrenzender stark südexponierter Steilhang mit bemerkenswerter wärmeliebender Vegetation. Die Halbtrockenrasen auf 0,4 Hektar als Kernzone sind durch extensive Grünlandnutzung geprägte, vor Verbuschung zu schützende, artenreiche, blühende Pflanzengesellschaften.                            | 2012  | Z364.231.022 |
| BW   | Spaniergrund                          | Schweinsburg-Culten (50° 47′ 32,6″ N, 12° 20′ 57,9″ O)         | FND. 10135 m² Fläche. | 1983  | Z364.231.060 |
| BW   | Seidels Teich                         | Lauterbach (50° 46′ 58,5″ N, 12° 24′ 21,1″ O)                  | FND. 5028 m² Fläche. Zur Fischzucht genutzter Teich mit starker Population des Moderlieschens. Im Uferbereich und in der Verlandungszone wächst ein ausgeprägtes Rohrkolbenröhricht. Am Ufer stehen Silber- und Korbweiden, am Damm gibt es vereinzelt Rohrglanzgras, sonst überwiegend Brennnessel und Kletten-Labkraut.                    | 1983  | Z364.231.070 |
| BW   | Hölle                                 | Neukirchen/Pleiße (50° 47′ 17,9″ N, 12° 24′ 21,4″ O)           | FND. 20983 m² Fläche. | 1983  | Z364.231.083 |
| BW   | Langer Grund                          | Neukirchen/Pleiße (50° 47′ 13″ N, 12° 24′ 6″ O)                | FND. 20983 m² Fläche. | 1983  | Z364.231.084 |
| BW   | Quelle unterhalb Hartschlösschen      | Neukirchen/Pleiße (50° 47′ 41,6″ N, 12° 24′ 11,7″ O)           | FND. 3405 m² Fläche. | 1983  | Z364.231.085 |
| BW   | Weidengehölz der ehemaligen Lehmgrube | Neukirchen/Pleiße (50° 47′ 35,9″ N, 12° 23′ 25,6″ O)           | FND. 14630 m² Fläche. | 1983  | Z364.231.086 |
| BW   | Linde in der Feldflur                 | Lauterbach und Langenhessen (50° 46′ 27,9″ N, 12° 23′ 14,4″ O) | ND, in der Feldflur genau auf der Grenze zwischen Lauterbach und Langenhessen | 2004  |              |
| BW   | Buche, Platane, Ulme                  | Neukirchen/Pleiße (50° 48′ 14,4″ N, 12° 23′ 7,4″ O)            | ND, in östlichen Teil des Parkgeländes einer Villa in der Rudelswalder Straße | 1999  |              |
| BW   | Eiche am Döbitzteich                  | Neukirchen/Pleiße (50° 48′ 12″ N, 12° 23′ 0,2″ O)              | ND, beim Mühlgrabenzulauf am Damm zum Döbitzteich | 1999  |              |
| BW   | Mistellinde                           | Neukirchen/Pleiße (50° 48′ 12″ N, 12° 22′ 58,8″ O)             | ND, beim Mühlgrabenzulauf am Damm zum Döbitzteich, gleich neben der Eiche | 2005  |              |
| BW   | Eiche am Schäfereiweg                 | Schweinsburg-Culten (50° 47′ 3,6″ N, 12° 23′ 0,4″ O)           | ND, an der Kreuzung Lauterbacher Straße / Schäfereiweg | 2004  |              |